# 小野寛智
小野 寛智（おの ひろとも、1990年12月18日 - ）は、日本のラグビー選手。

## プロフィール
- 大分県佐伯市出身。
- ポジションはスタンドオフ(SO)、ウィング(WTB)、センター(CTB)、フルバック(FB)。
- 身長 178cm、体重 86kg
- ニックネームはひろ。
- U20日本代表に選ばれたことがある[1]。

## 来歴
小学6年生からラグビーを始めた。
2009年、東福岡高校卒業後、帝京大学に入学する。
2012年、帝京大学ラグビー部の副将に就任した。
2013年、帝京大学卒業後、NTTコミュニケーションズシャイニングアークスに加入。同年9月15日に行われたジャパンラグビートップリーグ第3節の豊田自動織機シャトルズ戦に先発出場で公式戦初出場を果たした。
2017年、プロゴルファーの岡村咲と結婚。
2019年、NTTコミュニケーションズシャイニングアークスを退団した。